# Darude
Ville Virtanen (Eura, 17 de julio de 1975), más conocido por su nombre artístico Darude, es un DJ y productor finlandés de música electrónica. Su música se caracteriza por su estilo progresivo/alentador. En 1999 lanzó su primer sencillo, titulado "Sandstorm", el cual se convirtió en un éxito instantáneo. Luego produjo su primer álbum, Before the Storm, fue lanzado el 18 de septiembre de 2000 y vendió 800.000 copias en todo el mundo, lo que le valió a Darude tres premios Grammy finlandeses. Alcanzó el número uno en la Lista Oficial de Finlandia y el número 6 en la lista Billboard Dance/Electronic Albums en los Estados Unidos.  El segundo álbum de estudio de Darude, Rush, alcanzó el número 11 en la lista dance de Billboard en 2003  y el número 4 en la lista de álbumes semanales en Finlandia.
Representó a Finlandia en Eurovisión 2019 junto a Sebastian Rejman con la canción "Look Away".

## Biografía
Virtanen  nació el 17 de julio de 1975 en el pueblo finlandés de Hinnerjoki en Eura.  Comenzó su carrera como músico mientras estudiaba en la Politécnica de Turku, haciendo música usando el software de seguimiento de su PC.  A medida que su interés en la producción musical creció rápidamente, pasó a técnicas de producción más serias.  Mientras estaba en la fiesta de un compañero de clase, Virtanen tocó la canción "Rude Boy"  (escrita por la artista sueca Leila K ) varias veces seguidas. Esto le valió el apodo de "Rude Boy", que gradualmente se transformó en "Da Rude" y luego en "Darude".  Inició su profesión musical mientras todavía estaba en la escuela secundaria. Sus primeras producciones fueron del género happy hardcore y las creó utilizando un tipo de software para crear pistas. A medida que su pasión por la música crecía (y sus calificaciones escolares decaían) Darude empezó a producir canciones de una manera más profesional. Activo en la escena musical finlandesa de trance y house desde 1995. Comenzó a lanzar demos ocasionalmente a estaciones de radio a partir de 1997, y a ofrecer su música para descargar en MP3.com, lo que lo convirtió en uno de los primeros en adoptar el intercambio de archivos en línea para la promoción musical.
En 1999 entregó el demo de "Sandstorm" al productor, JS16 (alias de Jaakko Salovaara). Darude firmó un contrato con la disquera de JS16, 16 Inch Records y al poco tiempo "Sandstorm" se lanzó como sencillo, además fue incluido en la banda sonora de la película Las locuras de Dick y Jane del 2005, protagonizada por Jim Carrey junto a Tea Leoni.

## Trayectoria
"Sandstorm" fue un éxito instantáneo en Finlandia y llegó a vender más de un millón de copias (se le otorgó el premio platino) y ocupó el primer lugar en el listado de canciones "dance" por diecisiete semanas consecutivas. Darude llegó a tomar el tercer lugar en el listado de canciones del Reino Unido, logró que nunca había sido alcanzado por un músico finlandés. Eventualmente "Sandstorm" llegó a vender más de dos millones de copias mundialmente lo cual lo convirtió en el álbum más vendido del 2000.
Poco después del éxito de "Sandstorm", Darude lanzó su primer álbum: Before the Storm el cual vendió más de 800.000 copias globalmente, ocupó el primer lugar en varios listados finlandeses y finalmente causó que se le otorgaran tres premios Grammy finlandeses. El álbum fue producido por JS16 e incluyó un par de sus remezclas.
El segundo sencillo de Darude, "Feel the Beat" también tuvo mucho éxito y alcanzó el quinto lugar en los listados del Reino Unido. Sus siguientes producciones, "Out of Control" y "Out of Control (Back for More)" (un remix que en el cual se incluyó a la vocalista Tammie Marie) no tuvieron tanta popularidad.
Darude inició una gira mundial en el 2001 y produjo una nueva versión de su primer álbum titulada Before the Storm: Australian Tour Edition. En el 2002 lanzó otra versión titulada Before the Storm: Special Edition la cual incluía varios remixes de las diversas pistas creados por Darude.
En el 2003, Darude lanzó su segundo álbum, Rush, junto con los sencillos "Music" y "Next to You". Los tres fueron bien recibidos ya que Rush llegó al cuarto puesto en las ventas de álbumes en Finlandia y "Next to You" fue utilizada en varios remixes por diversos DJs. Desde el lanzamiento de Rush, Darude ha permanecido en gira especialmente en los Estados Unidos y Europa del este.
En el 2007, Darude lanzó su tercer álbum, Label This!, el cual estuvo en producción desde inicios del 2005. La edición estadounidense fue lanzada en 2008, con la notable inclusión del sencillo más reciente de Darude, "I Ran (So Far Away)" con Blake Lewis, como la tercera canción del álbum.
Darude ocupó el puesto n.º 96 en la DJ List el 11 de diciembre de 2010  y el n.º 314 en el DJ Mag Top 100.  También ha completado recientemente remixes para artistas como ATB y The Thrillseekers, con reproducción de radio de personalidades de Radio 1 como Pete Tong, Judge Jules, Ferry Corsten y Paul Oakenfold.  Darude cofundó el sello discográfico EnMass Music en 2011.
Darude continuó de gira en 2013, actuando ese año en el Groove Cruise desde Miami y tocando dos días en Tomorrowland en julio de 2014 en Bélgica.  En marzo de 2015 actuó en el Future Music Festival en Australia, tocando en las cinco fechas del festival en Sídney, Melbourne, Brisbane, Adelaida y Perth, y también tocando en una variedad de espectáculos secundarios en clubes como parte del festival.
El 29 de enero de 2019, Darude fue anunciado como el representante finlandés para el Festival de la Canción de Eurovisión 2019 en Tel Aviv, Israel. Actuó junto a Sebastian Rejman, y su canción "Look Away" se decidió en una edición especial de Uuden Musiikin Kilpailu.  Quedaron terceros en la primera semifinal de Eurovisión, pero quedaron últimos entre los 17 países que compitieron en la semifinal, por lo que no lograron clasificarse para la gran final.

## Discografía

### Álbumes de estudio
- 2000: Before the Storm
- 2003: Rush
- 2007: Label This!
- 2015: Moments

### Sencillos
- 1999: "Sandstorm"
- 2000: "Feel the Beat"
- 2000: "Out of Control"
- 2001: "Out of Control (Back for More)"
- 2003: "Music"
- 2003: "Next to You"
- 2007: "Tell Me"
- 2007: "My Game"
- 2008: "In The Darkness"
- 2008: "Selfless" (con  Blake Lewis] - Lanzado como sencillo caritativo parte de Dance4Life's editado en la compilación digital.
- 2008: "I Ran (So Far Away)" con Blake Lewis)
- 2015: "Beautiful Alien" (con AI AM)
- 2018: "Surrender"
- 2018: "Timeless" (con Jvmie)
- 2019: "Release Me" (con Sebastian Rejman)
- 2019: "Superman" (con Sebastian Rejman)
- 2019: "Look Away" (con Sebastian Rejman)
- 2019: "Hide" (con Audioventura & JVMIE)

### Remixes y otras producciones
- 2000: Rising Star – "Touch Me (Darude Remix)"
- 2000: Rising Star – "Touch Me (Darude's Sandstorm Mix)"
- 2000: Blank & Jones – "Beyond Time (Darude vs. JS16 Remix)"
- 2000: Boom! – "Boy Versus Girls (Darude vs. JS16 Remix)"
- 2000: Barcode Brothers – "Dooh Dooh (Darude vs. JS16 Remix)"
- 2000: JDS – "Nine Ways (Darude vs. JS16 Remix)"
- 2000: Waldo's People – "No-Man's-Land (Darude vs. JS16 Remix)"
- 2000: Waldo's People – "1000 Ways (Darude vs. JS16 Remix)"
- 2000: ATB feat. York – "The Fields of Love (Darude vs. JS16 Remix)"
- 2000: Safri Duo – "Played A-Live (The Bongo Song)(Darude vs. JS16 Remix)"
- 2000: The Thrillseekers – "Synaesthesia (Darude vs. JS16 Remix)"
- 2001: Bleachin' – "Peakin' (Darude vs. JS16 Short Version)"
- 2001: Bleachin' – "Peakin' (Darude vs. JS16 Long Version)"
- 2001: JS16 – "Stomping System (Darude vs. JS16 Remix)"
- 2002: DJ Aligator – "Lollipop (Darude vs. JS16 Remix)
- 2003: Gizelle – "Falling Over You (Darude vs. JS16 Remix)"
- 2004: Klamydia – "Darude's Aleksi Mutation"
- 2008: Kenneth Thomas – "Stronger Creature (Darude Remix)"
- 2009: Randy Boyer & Kristina Sky feat. Cari Golden – "No Limit (Darude Remix)"
- 2009: Alex Kunnari – "Eternity (Darude Remix)"
- 2010: J. Nitti feat. Rowetta – "No More Comin' Down (Darude Remix)"
- 2010: Darude & Weirdness feat. Jo Angel – "Katson Autiota Hiekkarantaa"
- 2010: 2AM vs. Darude feat. Georgia Haege – "Crazy World"
- 2011: Paul Corson – "Midnight Train (Darude Mixes)"
- 2011: Randy Boyer – "Brain Dysfunction (Darude Remix)"
- 2011: Weirdness feat. Amy Hamblin – "Rain Falls On Me (Darude Remix)"
- 2011: Kristina Sky & Randy Boyer feat. ShyBoy – "Welcome To The Future (Darude & Randy Boyer Remix)"
- 2011: Randy Boyer feat. Cari Golden – "Fragile (Weirdness & Darude Remix)"
- 2011: Randy Boyer vs. 2AM vs. Darude feat. Georgia Haege – "Monster vs. Crazy World (Darude Mash-up)"
- 2011: Weirdness – "Morning After (Darude Remix)"
- 2012: Jonas Hornblad – "A Minor Thing (Weirdness & Darude Remix)"
- 2012: Miss Thunderpussy - "Rub Me (EMM Progressive Remix)" (con Randy Boyer y Weirdness)
- 2013: Lowland & Orkidea - "Blackbird (Darude Remix)"
- 2014: Robin - "Erilaiset (Darude 'Maxed' Remix)"